# El Fresno, Zinapécuaro
El Fresno är en ort i Mexiko.   Den ligger i kommunen Zinapécuaro och delstaten Michoacán de Ocampo, i den södra delen av landet, 170 km väster om huvudstaden Mexico City. El Fresno ligger 2 459 meter över havet och antalet invånare är 304.
Terrängen runt El Fresno är huvudsakligen kuperad, men åt sydväst är den platt. Terrängen runt El Fresno sluttar norrut. Runt El Fresno är det ganska tätbefolkat, med 104 invånare per kvadratkilometer. Närmaste större samhälle är Acámbaro, 15,3 km nordväst om El Fresno. I omgivningarna runt El Fresno växer huvudsakligen savannskog.